# Козлов, Михаил Владимирович
Михаил Владимирович Козлов (род. 2 октября 1991 года) — российский конькобежец, мастер спорта международного класса, чемпион России 2018 года на дистанции 1000 метров, серебряный призёр чемпионата России 2014 года на 500 метров и бронзовый призёр чемпионата России 2016 года на дистанции 1500 метров, серебряный призёр чемпионата России в спринтерском многоборье 2015 года и бронзовый призёр 2014 и 2017 годов, бронзовый призёр Чемпионата России 2020 года в командном забеге, бронзовый призёр Чемпионата России по спринтерскому многоборью 2021 года.
Воспитанник пермской школы олимпийского резерва «Орленок». Выступал за ШВСМ (Пермь), «Динамо».
Тренируется у Виктора Сивкова и Светланы Высоковой.

## Образование
Окончил Пермский государственный гуманитарно-педагогический университет.